# 114-та єгерська дивізія (Третій Рейх)
114-та єгерська дивізія (Третій Рейх) (нім. 114. Jäger-Division) — єгерська піхотна дивізія Вермахту за часів Другої світової війни. Дивізія брала активну участь у бойових діях проти югославських партизан на Балканах та в Італії проти союзних військ, де капітулювала у квітні 1945.

## Історія
114-та єгерська дивізія сформована 1 квітня 1943 на території Хорватії шляхом реорганізації 714-ї піхотної дивізії

### Участь у військових злочинах
7 червня 1944 солдати дивізії розстріляли 17 чоловіків мирного населення з італійського селища Камарда поблизу Л'Аквіла на знак помсти за вбивство місцевими партизанами 4-х німецьких солдатів. Потім селище було частково спалене. Офіцер, який віддав наказ на страту невинних людей, Матіас Дефреггер (нім. Matthias Defregger) після війни став єпископом у Мюнхені, але у 1969 був вигнаний з лав церкви, коли обставини події стали відомі широкій громадськості.
22 червня 1944 солдатами розстріляні 40 цивільних у селі Губбіо у помсту за атаку партизан.

## Райони бойових дій
- Хорватія, Боснія (квітень 1943 — січень 1944);
- Італія (січень 1944 — квітень 1945).

## Командування

### Командири
- генерал гірсько-піхотних військ Карл Егльзер (нім. Karl Eglseer) (1 квітня — 1 грудня 1943);
- оберст, з 20 лютого 1944 генерал-майор Александер Букін (нім. Alexander Bouquin) (1 грудня 1943 — 19 травня 1944);
- генерал-лейтенант, доктор Ганс Бельзен (нім. Hans Bölsen) (19 травня — 19 липня 1944);
- оберст, з 1 грудня 1944 генерал-майор Ганс-Йоахім Елерт (нім. Hans-Joachim Ehlert) (19 липня 1944 — 15 квітня 1945);
- генерал-майор Мартін Штрагаммер (нім. Martin Strahammer) (15 — 23 квітня 1945);

### Підпорядкованість
| Час      | Корпус                                      | Армія              | Група армій (округ) | Штаб            |
| -------- | ------------------------------------------- | ------------------ | ------------------- | --------------- |
| 1943     |                                             |                    |                     |                 |
| квітень  | Командування Вермахту в Хорватії            | —                  | Група армій «E»     | Хорватія        |
| вересень | XV-й армійський корпус                      | 2-га танкова армія | Група армій «F»     | Хорватія        |
| 1944     |                                             |                    |                     |                 |
| січень   | Передислокація                              | Передислокація     | Передислокація      | Фіуме           |
| лютий    | охорона адріатичного узбережжя              | 14-та армія        | Група армій «C»     | Неттуно         |
| березень | LXXVI-й танковий корпус                     | 14-та армія        | Група армій «C»     | Неттуно         |
| квітень  | LI-й армійський корпус                      | 10-та армія        | Група армій «C»     | Монте-Кассіно   |
| жовтень  | LXXVI-й танковий корпус                     | 10-та армія        | Група армій «C»     | Ріміні          |
| листопад | Берегова охорона Амальфітанського узбережжя | 10-та армія        | Група армій «C»     | Ріміні          |
| грудень  | LXXIII-й армійський корпус                  | 10-та армія        | Група армій «C»     | Равенна         |
| 1945     |                                             |                    |                     |                 |
| січень   | LXXIII-й армійський корпус                  | 10-та армія        | Група армій «C»     | Північна Італія |
| березень | —                                           | 14-та армія        | Група армій «C»     | Північна Італія |
| квітень  | LI-й армійський корпус                      | 14-та армія        | Група армій «C»     | Північна Італія |

### Склад
| 1944                                   |
| -------------------------------------- |
| 721-й єгерський полк                   |
| 741-й єгерський полк                   |
| 661-й артилерійський полк              |
| 114-й розвідувальний батальйон         |
| 114-й протитанковий дивізіон           |
| 114-й інженерний батальйон             |
| 114-й дивізійний батальйон зв'язку     |
| 114-те дивізійне управління постачання |

## Нагороджені дивізії
Нагороджені дивізії
|  | Кавалери Золотого Німецького Хреста                                                                        | 7 |
|  | Кавалери Лицарського хреста Залізного хреста                                                               | 2 |
|  | Кавалери Почесної застібки Сухопутних військ «Почесна застібка на орденську стрічку для Сухопутних військ» | 2 |
|  | Кавалери Срібного знаку «За боротьбу з партизанами»»                                                       | 2 |
|  | Кавалери Бронзового знаку «За боротьбу з партизанами»»                                                     | 1 |